# Крутикова, Александра Павловна
Алекса́ндра Па́вловна Кру́тикова, по мужу Корсова (1851—1919) — русская оперная и камерная певица (контральто, меццо-сопрано). Солистка Мариинского (1872—1876) и Большого (1880—1891) театров. Солист Его Императорского Величества (1902). Супруга певца Богомира Корсова и мать певицы Люсет Корсовой.

## Биография
Дочь потомственного почётного гражданина, родом из Черниговской губернии, воспитывалась в Риге. С раннего возраста проявляла способности и любовь к музыке.
В Риге брала уроки пения у Гейнеке, в Париже училась у Пьера Франсуа Вартеля, затем поступила в Санкт-Петербургскую консерваторию в класс Генриетты Ниссен-Саломан. Ученицей консерватории дебютировала 12 января 1872 года в роли Вани («Жизнь за царя») на сцене Мариинского театра, куда была приглашена на место Е. А. Лавровской. 28 января 1872 года пела партию Ратмира в опере «Руслан и Людмила». В 1873 году закончила обучение.
Являлась солисткой Мариинского театра с 1 января 1872 года по 1 мая 1876 года. С 1 сентября 1880 года по 1891 год находилась в составе труппы московского Большого театра. Успешно гастролировала в Швеции, Одессе, Харькове, Киеве.
В 1901 году оставила сцену.
Семья
- Муж — Богомир Богомирович Корсов (1845—1920), оперный певец (баритон).
- Дочь — Люсет Богомировна Корсова (1871—1955), артистка оперы (лирико-колоратурное сопрано), камерная певица и педагог.
- Сын (?)[2]

## Творчество
Исполняла около 40 партий, в том числе Ортруды в «Лоэнгрине», Церлины в «Дон Жуане», Ратмира в «Руслане и Людмиле», Графини в «Пиковой даме», Солохи в «Черевичках» и др.
Первая исполнительница партии Ольги в опере «Евгений Онегин» Чайковского на премьере в Большом театре. В 1884 году пела партию Любови в премьерной постановке оперы Чайковского «Мазепа».
Первая исполнительница партии Фёдора в опере Мусоргского «Борис Годунов» (1874, Мариинский театр).
Талант певицы высоко ценил Чайковский, посвятивший ей романсы «Примиренье» (ор. 25, № 1, 1874) и «Лишь ты один» (ор. 57, № 6, 1884).